# لوكيسيا (إففويا)
لوكيسيا (Λουκίσια) هي مدينة في إففويا في مقاطعة كينتريكي إلادا في اليونان.